# 9217 Kitagawa
A 9217 Kitagawa (ideiglenes jelöléssel 1995 WN) a Naprendszer kisbolygóövében található aszteroida. Kobajasi Takao fedezte fel 1995. november 16-án.